# Classis Britannica
De Classis Britannica was de Romeinse militaire vloot aan het Kanaal, hoofdzakelijk bedoeld om de vaarwegen tussen de provincie Britannia en het Europese vasteland te beschermen. De belangrijkste bases van de vloot bevonden zich in Gesoriacum (Boulogne-sur-Mer), het hoofdkwartier van de vloot, en Portus Dubris (Dover).
Hoewel de Romeinse historici geen naam aan deze vloot verbonden, is toch bekend dat deze Classis Britannica werd genoemd, vanwege de vele in Frankrijk en op het Britse eiland gevonden dakpannen met het stempel CLBR en inscripties op graf- en altaarstenen.

## Geschiedenis
De vloot werd waarschijnlijk opgericht tijdens de Romeinse invasie van Brittannië in 43 door keizer Claudius, in eerste instantie als tijdelijke vloot om de vier legioenen (Legio II Augusta, Legio IX Hispana, Legio XIV Gemina, Legio XX Valeria Victrix) en hulptroepen (auxilia), in totaal ongeveer 40.000 soldaten, over te zetten. In de jaren daarna werd de vloot voornamelijk gebruikt om het Romeinse invasieleger te bevoorraden. De vloot speelde een belangrijke rol in de verovering van Brittannië. De bevoorrading en beveiliging van het Kanaal vergde de eerste jaren blijkbaar het uiterste van de vloot want ze werd niet ingezet bij de veldslag Boudicca versus Paulinus in 63. Niet lang daarna werd de tijdelijke vloot formeel een provinciale vloot en kreeg ze haar naam "Classis Britannica". Onder gouverneur Agricola voer de vloot om Caledonia, de Romeinse naam voor Schotland, waardoor de Romeinen ontdekten dat Brittannië een eiland was.
De manschappen van de Classis Britannica hadden meerdere taken: naast de bemanning en het onderhoud van de vloot en de vlootbases werden forten, kanalen en verdedigingswerken gebouwd. Verder haalden ze ijzererts uit Exmoor en the Weald, waaruit ze ijzer wonnen voor gereedschappen en wapens. Mijnen in de Mendip Hills, Yorkshire en Noord-Wales leverden galeniet, waaruit lood werd gewonnen. Marmer werd gehaald in Purbeck, bouwsteen uit Kent, Yorkshire en de Nederlanden, timmerhout uit de Weald en de North en South Downs. Dakpannen en tegels werden door hen gebakken in Zuidoost-Engeland en Noord-Frankrijk.
In 286 werd Marcus Aurelius Mausaeus Carausius bevelhebber van de Classis Britannica. Deze Carausius was een Menapiër, die zijn bekwaamheid had bewezen gedurende de campagne van keizer Maximianus tegen de Bagaudae rebellen in Gallië. Met de steun van drie Britse en een Gallisch legioen riep hij zich in 286 tot keizer uit. De generaal en latere keizer Constantius I Chlorus heroverde Gallië in 293, waarop Carausius door zijn rentmeester Allectus werd vermoord. Deze riep zichzelf uit tot nieuwe keizer, maar drie jaar later werd hij door Constantius verslagen. De Classis Britannica werd weer deel van de Romeinse vloot.
Rond 400 werd Romeins Brittannië veroverd door de Saksen en werd de vloot opgeheven.

## Bases
Hieronder staat een (incomplete) lijst van bases van de Classis Britannica:

### Portus Dubris

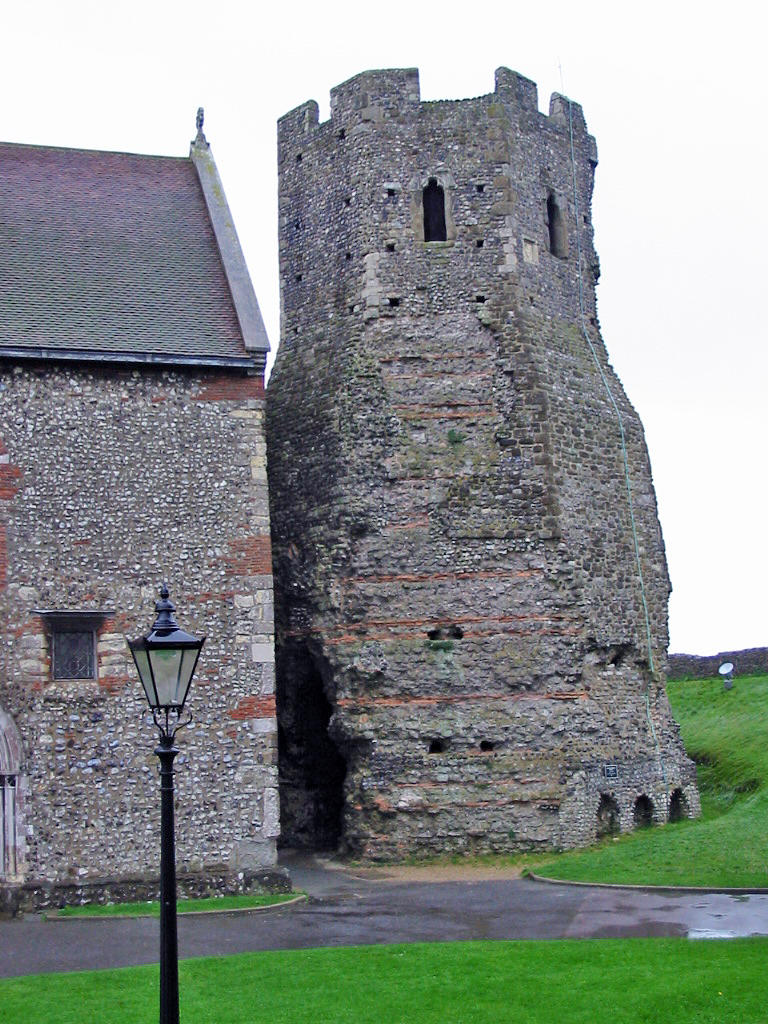
De Romeinse vuurtoren.

Het eerste Romeinse fort in Dover werd aangelegd rond 120, maar werd nooit afgebouwd. Een tweede fort dat rond 140 werd gebouwd was in gebruik tot in het begin van de 3e eeuw. De versterking werd beschermd door een muur en bevatte naast het fort zeker twee graanopslagplaatsen. Op de kliffen aan weerszijden van het fort werden twee stenen vuurtorens gebouwd. Een gedeelte van de oorspronkelijk 24 m hoge oostelijke toren bestaat nog steeds en is heden het grootste nog bestaande Romeinse gebouw in Groot-Brittannië. Ten noorden van het fort ontstond een grote burgernederzetting, waar rond 150 een badhuis (thermae) werd aangelegd. Het Dover Roman Painted House aan New Street in Dover, het best bewaarde Romeinse huis in Engeland, is te bezichtigen.
Een in de graanopslagplaatsen te Dover gevonden inscriptie luidt:

IMP(ERATORI) CAES(ARI) TRAIANO

([voor] keizer Caesar Trajanus)

HADRIAN(O) AUG(USTO)

(Hadrianus Augustus)

A(ULO) PLATORIO NEPOTE LEG(ATO) AUG(USTI) PR(O) PR(AETORE)

([onder] Aulus Platorius Nepos, [Legatus] Augusti pro praetore)

VEXILLATIO CLASSIS BRITAN(NICAE)

([werd dit gebouwd door het] detachement (Vexillatio) van de Classis Britannica)

Aulus Platorius Nepos was gouverneur van de provincie Britannica van 122 tot 126.

### Gesoriacum
Gesioracum en de nabijgelegen haven Portus Itius werden reeds door Julius Caesar gebruikt voor zijn invallen in Brittannië in 55 en 54 v.Chr. Gesoriacum groeide uit tot een belangrijke haven- en handelsplaats, zeker na de aanleg van de belangrijke heerwegen naar Colonia Claudia Ara Agrippinensium (Keulen) en Durocortorum (Reims), en bleef gedurende de heerschappij van het Romeinse Rijk de belangrijkste verbindingshaven naar Britannia.Tot 296 bevond zich hier het hoofdkwartier van de classis Britannica.

### Rutupiae

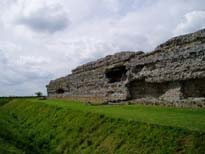
Resten van het fort Rutupiae

Rutupiae, het huidige Richborough bij Sandwich, was vrijwel zeker de plaats waar in 43 de Romeinse invasievloot van keizer Claudius landde. De eerste versterkingen werden in het midden van de 1e eeuw aangelegd. Rutupiae was een opslagplaats en fort van het Romeinse leger. Later groeide het uit tot een bloeiende handelsnederzetting. Aan het einde van de 1e eeuw werd hier een quadrifons-triomfboog (een triomfboog met vier gelijke zijden) gebouwd, mogelijk ter ere van de overwinning van Agricola in de slag bij Mons Graupius. Eind 3e eeuw werd een nieuw fort gebouwd, waarschijnlijk door Carausius.

### Portus Lemanis
Portus Lemanis, het hedendaagse Lympne, was een haven, 11 km ten westen van de hedendaagse stad Folkestone. Lympne ligt heden niet meer aan zee. Een altaarsteen uit het fort van Lemanis stamt uit het jaar 140.

### Bodiam
Bodium was een haven aan de monding van de rivier de Limen (River Rother). Ook het in East Sussex gelegen Bodiam ligt heden niet meer aan zee.